# 发现者 (纪录片)
《發現者》是一套由連震東基金會籌劃，華暘傳播公司製作的一系列紀錄片，獲中華民國教育部推薦爲優良文化教育節目，曾於中華民國公共電視分為104集播出，爾後又於東森電視台重播。

## 概述
發現者紀錄片為首套由臺灣自製的歷史文化紀錄片，自1996年起，由連戰之女連惠心擔綱策劃，據悉籌拍《發現者》乃打算做成臺灣版的《Discovery》，內容全數以實地取景拍攝。紀錄片早期外景主持人包括任賢齊、九孔、許傑輝等人，製作團隊曾遠赴埃及出外景。
《發現者》從人類文明起源開始，進而闡述世界各國文明歷程，涵蓋13個主題：《人類文明起源之旅》、《西方文明起源之旅》、《中國文明之旅》、《回教文明、東方印度與佛陀文明之旅》、《羅馬文明興衰之旅》、《基督教文明之旅》、《絲路文明之旅》、《失落的文明之旅》、《世紀藝文之旅》、《近代歐洲躍進之旅》、《俄羅斯文明之旅》、《日本文化之旅》。由沙鷗國際多媒體推出DVD共91集，亦以各種主題分輯推出。

## 內容簡介
- 《人類文明起源之旅》（1–10集）：上古人類文明之源起綜述，繼而分述美索不達米亞文明、古埃及文明及歐洲巨石文化。
- 《西方文明起源之旅》（11–18集）：克里特文明、古希臘文明、希臘化文明時期以及波斯帝國文化。
- 《中國文明之旅》（19–32集）：從遠古時代至清朝的中國文明歷程，本系列最後一集講述臺灣荷蘭統治時期的歷史文化。
- 《東方印度與佛陀文明之旅》（33–37集）：古印度文明同印度佛教文化。
- 《羅馬文明興衰之旅》（38–44集）：薈萃古羅馬歷代文化，源起、發展、興衰、滅亡。第40集專述龐貝古城。
- 《基督教文明之旅》（45–55集）：從猶太教時期開始，囊括羅馬帝國時代、拜占庭帝國時代及至中世紀歐洲的基督宗教歷程。
- 《回教文明之旅》（56–58集）：伊斯蘭教發展歷程及鄂圖曼帝國文化。
- 《絲路文明之旅》（59–64集）：絲綢之路上的文明發展，敦煌、西域古國及絲路宗教。
- 《失落的文明之旅》（65–71集）：美洲三大文明瑪雅、印加、阿茲特克的興衰史。
- 《世紀藝文之旅》（72–75集）：述說莎士比亞、文藝復興、巴洛克藝術與文化及俄羅斯等主題。
- 《近代歐洲躍進之旅》（76–80集）：地理大發現、啟蒙時期、法國大革命、工業革命與19世紀諸多的文化藝術流派。
- 《俄羅斯文明之旅》（81–85集）：從俄羅斯誕生開始，維京血統、基輔受洗、俄羅斯統一、彼得大帝西化、沙皇俄國的黃金時代至末代沙皇尼古拉二世。
- 《日本文化之旅》（86–88集）：由講述早期歷史「太陽之子」、中世的「日本之戰國霸業」同「近代日本」組成。

- 不分系列（89–91集）：由講述第一次世界大戰的「戰爭與和平」、第二次世界大戰的「蒼白之路」與最終集的「發現未來」所組成。